# Hans Koller
Antonio Hans Cyrill Koller, ou simplesmente Hans Koller (Viena, 12 de fevereiro de 1921 – Viena, 21 de dezembro de 2003), foi um saxofonista e compositor austríaco. Koller foi também um reconhecido pintor de arte abstrata.